# Chilly (Górna Sabaudia)
Chilly – miejscowość i gmina we Francji, w regionie Owernia-Rodan-Alpy, w departamencie Górna Sabaudia.
Według danych na rok 1990 gminę zamieszkiwało 740 osób, a gęstość zaludnienia wynosiła 40 osób/km² (wśród 2880 gmin regionu Rodan-Alpy Chilly plasuje się na 952. miejscu pod względem liczby ludności, natomiast pod względem powierzchni na miejscu 566.).

## Populacja

Populacja Chilly w latach 1962-2008